# Stadion Aldo Drosina
Stadion Aldo Drosina je gradski stadion u Puli. Nazvan je po legendarnom pulskom nogometašu i treneru Aldu Drosini. Na njemu svoje domaće utakmice igraju NK Istra 1961 i NK Istra Pula.
Dana 16. veljače 2009. godine potpisan je ugovor za njegovu obnovu, kako bi udovoljavao svim HNS-ovim i UEFA-inim kriterijima. U sklopu obnove, izgrađena je nova zapadna tribina, čime se kapacitet stadiona povećao na 9800 mjesta. Također su postavljeni reflektori koji omogućuju odigravanje noćnih utakmica i semafor s videozidom, te na njemu može igrati i hrvatska nogometna reprezentacija. Uz glavni stadion, uređena su i pomoćna igrališta s podlogom od umjetne trave.
Stadion je otvoren prijateljskom utakmicom Hrvatska – Češka koja je završila rezultatom 4:2.